# Jürgen Hagedorn (Jurist)
Jürgen Hermann Dittmar Hagedorn (* 18. August 1910 in Schleswig; † 25. Januar 1981 in Schrevenborn) war ein deutscher Jurist, Land- und Forstwirt und Generallandschaftsdirektor.

## Leben und Wirken
Jürgen Hagedorn war ein Sohn von Fred Hagedorn und dessen Ehefrau Marie Clara, geborene Finkler (* 13. Februar 1885 in Bonn; † 21. Juli 1966 in Schrevenborn). Seinem Vater gehörte seit 1917 das Gut Schrevenborn. Seine Mutter war eine Tochter des Mediziners Dittmar Finkler und dessen Ehefrau Karoline, geborene König.
Hagedorn ging ab 1920 auf das Friedrichswerdersche Gymnasium und wechselte im Herbst 1923 an die Kieler Gelehrtenschule, die er an Ostern 1929 mit dem Abitur verließ. Danach erhielt er eine sechsmonatige landwirtschaftliche Ausbildung auf einem Gut nahe Landskrona. Im Wintersemester 1929/30 nahm er ein Jurastudium an der Universität Göttingen auf. 1930 wurde er Mitglied des Corps Bremensia Göttingen. 1931 studierte er für ein Semester an der Universität Grenoble und wechselte im Herbst desselben Jahres an die Universität Kiel. Am 21. April 1934 legte er das Referendarexamen ab. Einer Bestellung zum Gerichtsreferendar Mitte November 1934 kam er nicht nach. Stattdessen besuchte er von 1934 bis 1936 die Yale Law School in New Haven, wo er den Magistergrad bekam. Im Februar 1939 legte er in Berlin das Assessorexamen ab. Seine Promotion über das amerikanische Scheidungsrecht folgte im April 1940 an der Universität Göttingen.
Während des Zweiten Weltkriegs erhielt Hagedorn Ende Juni 1939 die Einberufung zum Kriegsdienst. Er arbeitete in Stäben von Nachschubtruppen und wurde 1941 zum Offizier ernannt. Nach Kriegsende ging er am 27. Juni 1945 auf das Gut Schrevenborn, das er von seinem Vater geerbt hatte. Am 23. März 1946 heiratete er Gertraud Kiel (* 6. November 1918 in Sondershausen). Das Ehepaar hatte eine Tochter und zwei Söhne.
Im Rahmen eines Entnazifizierungsverfahrens galt Hagedorn laut Einschätzung vom Februar 1947 als unbelastet. Fünf Monate später erhielt er eine Zulassung als Rechtsanwalt. Im November 1953 wurde er in Kiel zum Notar bestellt. Von 1945 bis 1978 arbeitete er auch als Geschäftsführer der Arbeitsgemeinschaft des Grundbesitzes (AdG). Hagedorn machte sich besonders verdient bei einer Bodenreform, bei der die AdG Gutsbesitzer davon überzeugen konnte, freiwillig Land an vertriebene Personen abzugeben. Er wendete gemeinsam mit Conrad von Brockdorff-Ahlefeldt als Vorsitzendem des Grundbesitzerverbandes eine Agrarreform ab, die insbesondere Besitzer größerer Güter hart getroffen hätte. So sah das zweite Agrarreformgesetz vom 24. Februar 1949 vor, den Grundbesitz auf 100 Hektar zu beschränken und darüber hinausgehende Flächen zu vereinnahmen. Die Grundbesitzer sollten als Entschädigung 30 % des Einheitswertes erhalten.
Hagedorn ging im Namen der AdG gegen das Gesetz vor. Basierend auf seinen umfangreichen juristischen Kenntnissen und dem Wissen über angloamerikanisches Recht verhandelte er mit der Militärregierung. Dabei war er darauf bedacht, das Vertriebenenproblem schnell und auch für die Grundbesitzer befriedigend zu lösen. Im April 1949 boten die Landbesitzer wiederholt an, 30.000 Hektar Land zu veräußern. Hagedorn erarbeitete danach ein umfangreiches 10-Punkte-Programm, das vorsah, dass die Mehrfachbesitzer ihr Land freiwillig, basierend auf Privatverträgen, verkaufen sollten. Dabei sollten sie Preise erhalten, die sich nach dem Verkehrswert richteten. Die Landesregierung nahm diesen Vorschlag an. Selbst Kritiker bezeichneten Hagedorns Vorschlag als beispiellos in Deutschland.
Hagedorns Plan wurde von Mai 1949 bis Juni 1950 umgesetzt. Danach ging er gegen die Gesetze vor, die im Rahmen der Agrarreform beschlossen worden waren. Ein aus seinen Bemühungen resultierendes Gesetz zur Aufhebung von Vorschriften auf dem Gebiet des Bodenrechts wurde am 24. Dezember 1960 erlassen. Danach setzte sich Hagedorn insbesondere dafür ein, die wirtschaftliche Situation der Grundbesitzer zu verbessern. Er hatte maßgeblichen Anteil an der Gründung des Beratungsrings landwirtschaftlicher Betriebe e. V., den er größtenteils selbst aufbaute und organisierte. Die Organisation hatte in Schleswig-Holstein festangestellte landwirtschaftliche Fachberater, die jeweils ca. 20 bis 30 Betriebe, die dem Verein angehörten, unterstützten. Die Mitglieder mussten verpflichtend alle betriebswirtschaftlichen Details offenlegen, um Vergleiche zu ermöglichen. So glich sich bei einem Großteil der Unternehmen das Bewirtschaftungsniveau auf hohem und zeitgemäßem Stand an.
Ab 1956 wirkte der Land- und Forstwirt Hagedorn als Generallandschaftsrat, ab 1958 bis 1978 als Generallandschaftsdirektor in der Direktion der Schleswig-Holsteinischen Landschaft. Von 1958 bis 1970 übernahm er zudem einen Lehrauftrag für Landwirtschaftsrecht der Universität Kiel. Hagedorn erweiterte den Geschäftsbereich der Hypothekenbank sehr erfolgreich um kommunale Kreditvergaben.
Hagedorn war sehr auf Unabhängigkeit bedacht. Daher trat er in keine Partei ein. Er gehörte den Aufsichtsräten der Bank Companie Nord, der Landschaftlichen Buch- und Beratungsstelle und der Schleswig-Holsteinischen Holzagentur an. Er übernahm den Vorsitz der Deutschen Gesellschaft für Agrarrecht und engagierte sich im Vorstand des Schleswig-Holsteinischen Waldbesitzerverbandes. Bei all diesen Aktivitäten wollte er immer der gesamten Landwirtschaft dienen und einen Interessenausgleich großer und kleiner Betriebe erreichen. So gelang es ihm, dass der AdG und der Bauernverband im Konsens erfolgreich zusammenarbeiteten.